# Kazakh tazy
Kazakh tazy är en hundras från Kazakstan. Rasen liknar saluki men är mer muskulös. Den har använts av nomader som jakthund för hetsjakt i århundraden och är specialiserad på att jaga tillsammans med jaktfalkar. Jaktbytena varierar från mindre vilt som gaseller, harar, rävar och murmeldjur till större vilt som hjortar, Den erkändes av den internationella kennelfederationen Fédération Cynologique Internationale i september 2024.